# Stretch Out And Wait
Stretch Out And Wait - en españolː Estirar y esperar - es un sencillo de la banda británica The Smiths, incluida en el recopilatorio Louder Than Bombs de 1987. Es el lado B del sencillo Shakespeare's Sister.

## Contexto

### Grabación
La canción fue compuesta por la dupla Morrissey/Marr y trabajada en enero de 1985 junto con su lado A, en los estudios de la Rough Trade.
Se publicó el 18 de marzo de 1985, en formato 7" y 12".

### Significado
La canción describe la relación tormentosa entre un hombre y una mujer, quien le miente al protagonista. Él insiste en tener relaciones con ella a pesar de que no le es sincera. Acostados se cuestionan cosas como el valor de tener hijos. El protagonista también cuestiona la sinceridad de su compañera.

## Legado
La canción es catalogada como 13° mejor canción de la banda por la Rolling Stone Magazine.